# Championnat d'Irlande de football 1967-1968
Navigation
Édition précédente Édition suivante
Le Championnat d'Irlande de football en 1967-1968. Nouvelle victoire de Waterford. Sa domination du football irlandais prend forme.
Il n’y a aucun club dublinois sur le podium.

## Les 12 clubs participants
- Bohemian Football Club
- Cork Celtic Football Club
- Cork Hibernians Football Club
- Drogheda United Football Club
- Drumcondra Football Club
- Dundalk Football Club
- Limerick Football Club
- St. Patrick's Athletic Football Club
- Shamrock Rovers Football Club
- Shelbourne Football Club
- Sligo Rovers Football Club
- Waterford United Football Club

## Classement
| Place | Club                      | Points | Victoires | Nuls | Défaites | Buts pour | Buts contre | Différence |
| ----- | ------------------------- | ------ | --------- | ---- | -------- | --------- | ----------- | ---------- |
| 1er   | Waterford United          | 34     | 16        | 2    | 4        | 59        | 18          | +41        |
| 2e    | Dundalk FC                | 30     | 14        | 2    | 6        | 44        | 24          | +20        |
| 3e    | Cork Celtic FC            | 30     | 12        | 6    | 4        | 40        | 27          | +13        |
| 4e    | Shamrock Rovers           | 27     | 11        | 5    | 6        | 44        | 26          | +18        |
| 5e    | Drogheda United           | 26     | 10        | 6    | 6        | 33        | 29          | +4         |
| 6e    | Limerick FC               | 20     | 9         | 2    | 11       | 35        | 45          | -10        |
| 7e    | Shelbourne FC             | 19     | 8         | 3    | 11       | 32        | 36          | -4         |
| 8e    | Drumcondra FC             | 20     | 6         | 7    | 9        | 31        | 35          | -4         |
| 9e    | St. Patrick's Athletic FC | 19     | 7         | 4    | 11       | 29        | 46          | -17        |
| 10e   | Cork Hibernians           | 19     | 6         | 5    | 11       | 19        | 28          | -9         |
| 11e   | Sligo Rovers              | 16     | 6         | 4    | 12       | 24        | 48          | -24        |
| 12e   | Bohemians FC              | 8      | 2         | 4    | 16       | 20        | 48          | -28        |

## Source
- (en) Alex Graham, Football in the Republic of Ireland : a Statistical Record 1921–2005, Soccer Books Ltd, novembre 2005, 142 p. (ISBN 978-1862231351).